# Junta para Ampliación de Estudios
Die Junta para Ampliación de Estudios e Investigaciones Científicas war eine öffentliche Institution zur Förderung der Wissenschaften in Spanien. Sie existierte 1907 bis 1939.
Die Vereinigung zur Förderung der Studien und wissenschaftlichen Forschung wurde 1907 durch königliches Dekret geschaffen. Sie setzte die Tradition der 1873 gegründeten Institución Libre de Enseñanza fort und leistete einen Beitrag zur Öffnung Spaniens für die moderne westliche Kultur und Wissenschaft.
Das von Alfonso XIII. am 11. Januar 1907 unterzeichnete Gründungsdekret enthielt eine vom damaligen Minister Amalio Gimeno verfasste Präambel. Diese verwies auf die bis ins Mittelalter zurückreichende Tradition interreligiöser und internationaler Kontakte im spanischen Geistesleben und kritisierte damit latent die durch den katholischen Traditionalismus bedingte kulturelle Abschließung des Landes in den folgenden Jahrhunderten. Am 15. Januar 1907 wurden durch ein weiteres königliches Dekret die Mitglieder des leitenden Ausschusses der neuen Institution bestimmt. Es waren dies: Santiago Ramón y Cajal, José Echegaray, Marcelino Menéndez y Pelayo, Joaquín Sorolla, Joaquín Costa, Vicente Santamaría de Paredes, Alejandro San Martín, Julián Calleja Sánchez, Eduardo Vicenti, Gumersindo de Azcárate, Luis Simarro, Ignacio Bolívar, Ramón Menéndez Pidal, José Casares Gil, Adolfo Álvarez Buylla, José Rodríguez Carracido, Julián Ribera y Tarragó, Leonardo de Torres Quevedo, José Marvá, José Fernández Jiménez und Victoriano Fernández Ascarza. In der Folge betrieb die Junta ein aktives Programm des Professoren- und Forscheraustauschs und schuf zahlreiche Auslandsstipendien. Als Präsident wirkte Santiago Ramón y Cajal, als "Graue Eminenz" sein Generalsekretär José Castillejo. Zweiter und letzter Präsident war Ignacio Bolívar. Des Weiteren waren hier aktiv Cándido Bolívar, Pío del Río Hortega, Julio Rey Pastor, Blas Cabrera, Miguel Catalán, Enrique Moles, José Royo, Faustino Miranda, Odón de Buen, Ramón Menéndez Pidal, Tomás Navarro Tomás, Américo Castro, Luis de Zulueta und María de Maeztu. 
Die Junta rief eine Reihe weiterer Institutionen ins Leben, etwa das Centro de Estudios Históricos, die Residencia de Estudiantes und das Instituto Nacional de Ciencias Físico-Naturales und integrierte bestehende Forschungsstätten wie das Museo Antropológico, das Museo de Ciencias Naturales den Real Jardín Botánico de Madrid.
Besondere Förderung erfuhren die Kontakte und der Austausch mit Lateinamerika.
Der Geist von Modernisierung und Reform, den Initiativen wie die Junta repräsentierten, fand allerdings nicht den Beifall konservativ katholischer Kreise, die hier eher freimaurerische Umtriebe am Werk sahen. Die in Burgos tagende franquistische Regierung löste daher mit Dekret vom 19. Mai 1938 für ihren Machtbereich die Junta auf, per 24. November 1939 übernahm der bis heute bestehende oberste Forschungsrat Consejo Superior de Investigaciones Científicas (CSIC) alle ihre Einrichtungen und Forschungsstätten.